# Station Bonnemain
Station Bonnemain is een spoorweghalte in de Franse gemeente Bonnemain. Zij wordt bediend door treinen van het netwerk TER Bretagne op de trajecten van Rennes naar Dol-de-Bretagne en Saint-Malo.